# باشگاه فوتبال چیپستید
باشگاه فوتبال چیپستید (به انگلیسی: Chipstead Football Club) یک باشگاه فوتبال در شهر چیپستید، ساری، کشور انگلستان است که در سال ۱۹۰۶ میلادی تأسیس شده‌است.